# Александров стуб
Aлександровски стуб (рус. Алекса́ндровская коло́нна) познат и као Александријски стуб (рус. Александри́йская коло́нна), је централна тачка Дворског трга у Санкт Петербургу, Русија. Споменик је подигнут после победе Русије у рату са Наполеоновом Француском . Колона је добила име по руском цару Александру I, који је владао од 1801. до 1825. године.

## Стуб
Александров стуб је пројектовао архитекта француског порекла Огист де Монферан, изграђен је између 1830. и 1834. са архитектом рођеним у Швајцарској Антонио Адаминијем, а откривен је 30. августа 1834. (Дан Светог Александра Цариградског). За споменик се тврди да је највиши те врсте на свету са 47,5 m (155 ft 8 in) висок и на врху је статуа анђела који држи крст, као тријумфални стуб може бити највиши, али Споменик Великом пожару у Лондону је самостојећи стуб висок 62 м. Као монолит који је вађен, померен и подигнут, најтежи је забележен. Статуу анђела дизајнирао је руски вајар Борис Орловски. Лице анђела има велику сличност са ликом цара Александра I.
Стуб је један комад црвеног гранита, 25,45 m (83 ft 6 in) дуга и око 3,5 m (11 ft 5 in) у пречнику. Гранитни монолит је набављен из Виролахтија у Финској и 1832. године морским путем превезен у Санкт Петербург, на баржи специјално пројектованој за ову намену, где је подвргнут даљој обради. Без помоћи савремених дизалица и инжењерских машина, стуб, тежак 600 тона 30. августа 1832. подигло је 3.000 људи под вођством Вилијама Хендисајда за мање од 2 сата. Постављен је тако уредно да није потребно везивање за базу и фиксира се у свом положају само сопственом тежином.

## Постоље
Постоље Александровог стуба украшено је симболима војничке славе, које је вајао Ђовани Батиста Скоти .
На страни постоља према Зимском дворцу налази се рељеф на коме су приказане крилате фигуре које држе плочу са натписом „Александру I из захвалне Русије“ . Композиција укључује фигуре које представљају реке Неман и Вислу које су повезане са догађајима из Отаџбинског рата. Са бока ових фигура налазе се прикази старог руског оклопа – штит кнеза Олега Новгородског, шлем Александра Невског, напрсник цара Александра I, ланчић Јермака Тимофејевича и други делови који подсећају на хероје чији су ратни подвизи донели славу Русији.
Остале три стране су украшене рељефима са алегоријским фигурама Мудрости и Изобиља, Правде и Милости, Мира и Победе, а последња држи штит са датумима 1812, 1813 и 1814. Ове композиције су појачане приказима староримских војних симбола и руских оклопа.
Скице за барељефе израдио је Огист де Монферан. Величину њихових композиција ускладио је са монументалним формама споменика. Панеле је према планираној величини дизајнирао уметник Ђованни Батиста Скоти. Моделе су израдили вајари Пјотр Свинцов и Иван Лепее, орнаменталне украсе вајар Јевгениј Балин. Ливење бронзе је обављено у радњама Чарлса Берда у Санкт Петербургу .
Комеморативни сребрни рубља по дизајну Н. Губеа искован је 1834. године и прича се да је сандук са овим новцем постављен у темеље.

## Стуб током каснијих година
Године 1952. по некима  недавни извештаји, власти Совјетског Савеза су захтевале да се статуа анђела замени статуом Јосифа Стаљина. Уклоњена је историјска ограда од ливеног гвожђа око стуба  током совјетског периода. Ограда је обновљена 2002. године.